# Wit-Rusland op het Eurovisiesongfestival 2015

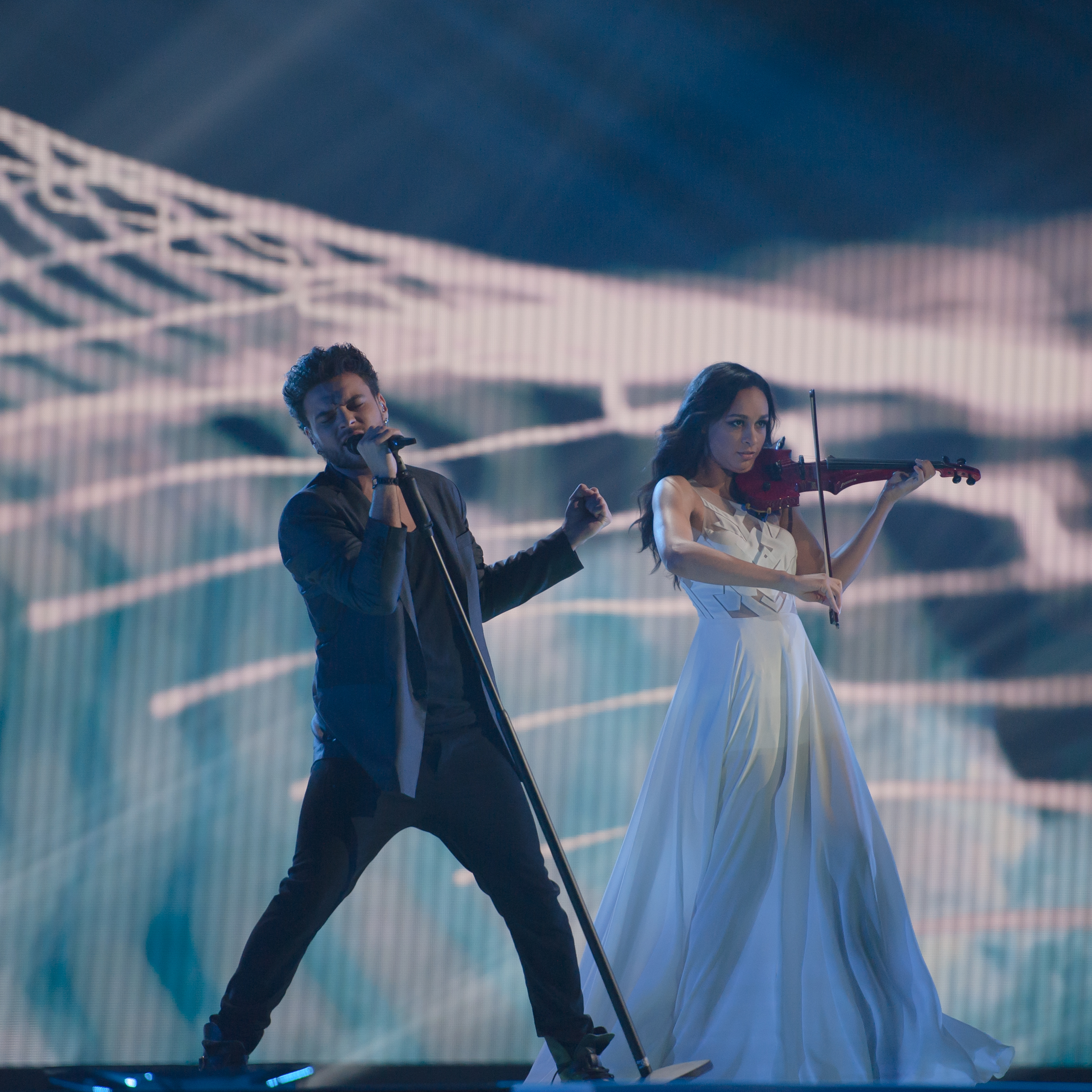
Uzari en Maimuna

Wit-Rusland nam deel aan het Eurovisiesongfestival 2015 in Wenen, Oostenrijk. Het was de 12de deelname van het land op het Eurovisiesongfestival. BTRC was verantwoordelijk voor de Wit-Russische bijdrage voor de editie van 2015.

## Selectieprocedure
Net als de voorbije jaren hield de Wit-Russische openbare omroep een nationale finale om de Wit-Russische inzending aan te duiden. Artiesten en tekstschrijvers konden hun bijdrage naar de omroep sturen. De inschrijving opende op 21 oktober en duurde tot 21 november. Uiteindelijk ontving BTRC 110 inzendingen, veertig meer dan het jaar voordien. 89 van hen mochten op 4 en 5 december deelnemen aan de audities, georganiseerd in het hoofdkantoor van BTRC in Minsk. Uit deze audities werden vijftien namen weerhouden. De namen van de vijftien deelnemers werden op 5 december bekendgemaakt.
De nationale finale werd gehouden op 26 december 2014 en net als de voorgaande twee edities gepresenteerd door Olga Ryzjikova en Denis Dudinsky. Een zevenkoppige vakjury deelde 7/8 van de punten uit. De overige 1/8 werd verdeeld door het publiek, dat via televoting zijn favoriet kon bepalen. Aan het einde van de puntentelling bleek dat Uzari & Maimuna de meeste punten hadden weten te vergaren, waardoor ze met het nummer Time Wit-Rusland mochten vertegenwoordigen op de zestigste editie van het Eurovisiesongfestival.

## Nationale finale
26 december 2014
| Plaats | Artiest                 | Lied                   | Jury | Publiek | Totaal |
| ------ | ----------------------- | ---------------------- | ---- | ------- | ------ |
| 1      | Uzari & Maimuna         | Time                   | 68   | 8       | 76     |
| 2      | Anastasia Malasjkevitsj | Don't save my name     | 62   | 4       | 66     |
| 3      | Gunesh                  | I believe in a miracle | 59   | 3       | 62     |
| 4      | Milki                   | Accent                 | 37   | 10      | 47     |
| 5      | Aleksej Gross           | Stand as one           | 40   | 5       | 45     |
| 6      | NAPOLI                  | My dreams              | 29   | 6       | 35     |
| 7      | Muzzart                 | Only dance             | 18   | 12      | 30     |
| 8      | Valeria Sadovskaja      | Summer love            | 28   | 0       | 28     |
| 9      | Lis                     | Angel                  | 17   | 2       | 19     |
| 10     | Beatrees                | Fighter                | 10   | 6       | 16     |
| 11     | Daria                   | Love is my colour      | 14   | 0       | 14     |
| 12     | Tasha Odi               | Giving up your love    | 9    | 1       | 10     |
| 13     | Rostany                 | Electric toys          | 9    | 0       | 9      |
| 14     | Janet                   | Supernova              | 5    | 0       | 5      |
| 15     | Vitali Voronko          | Drajv                  | 1    | 0       | 1      |

## In Wenen
Wit-Rusland trad in Wenen in de eerste halve finale op dinsdag 19 mei aan. Uzari & Maimuna traden als elfde van de zestien landen aan, na Boggie uit Hongarije en voor Polina Gagarina uit Rusland. Wit-Rusland eindigde als twaalfde met 39 punten, waarmee het uitgeschakeld werd.
2004 · 2005 · 2006 · 2007 · 2008 · 2009 · 2010 · 2011 · 2012 · 2013 · 2014 · 2015 · 2016 · 2017 · 2018 · 2019 · 2020-2025
Albanië · Armenië · Australië · Azerbeidzjan · België · Cyprus · Denemarken · Duitsland · Estland · Finland · Frankrijk · Georgië · Griekenland · Hongarije · Ierland · IJsland · Israël · Italië · Letland · Litouwen · Macedonië · Malta · Moldavië · Montenegro · Nederland · Noorwegen · Oostenrijk · Polen · Portugal · Roemenië · Rusland · San Marino · Servië · Slovenië · Spanje · Tsjechië · Verenigd Koninkrijk · Wit-Rusland · Zweden · Zwitserland